# Qakare Ibi
Qa-ka-Re Ibi war ein altägyptischer König (Pharao) der 8. Dynastie (Erste Zwischenzeit).

## Herkunft
Der Name des Königs Qa-ka-Re Ibi wird in der Königsliste in Abydos (Nr. 53) im Tempel von Sethos I. genannt, Thronname und Eigenname.
Nach William C. Hayes ist er identisch mit dem König Ibi (4.10) des Königspapyrus Turin.
In der Nähe des Aufweges zur Pyramide Pepi II. wurden die Reste einer Pyramide gefunden, die man Qakare Ibi zuordnen konnte (Ibi-Pyramide). Dem Turiner Königspapyrus nach hat er zwei Jahre regiert, und selbst in Tomas (Nubien) fand man ein Graffito.